# 耶稣会学院 (捷克克鲁姆洛夫)
原捷克克鲁姆洛夫耶稣会学院（Jezuitská kolej v Českém Krumlově）是捷克共和国捷克克鲁姆洛夫的一座文艺复兴建筑 位于内城（Vnitřní Město）的Horní街（ulici Horní）154号。这栋建筑现在是蔷薇酒店（Hotel Růže）的所在地。

## 历史
耶稣会士受城主威廉·罗森博格（Vilém z Rožmberka）之邀，来到捷克克鲁姆洛夫，以限制新教在该地区的兴起。1586年，他与第四任妻子Polyxena 在六栋联排住宅的旧址上，建造一所耶稣会学院，1588年竣工。建筑设计的作者是布拉格学院的校长亚历山大·沃伊塔（Alexandr Vojta）, 瑞士罗森博格家族的宫廷建筑商巴尔达萨雷·马吉（Baldassare Maggi）也对其进行了一些修改。
学院建筑与耶稣会士使用的堂区教堂 圣维特教堂直接相连。耶稣会还有一个圣母小堂（kaple Matky Boží）供他们使用。 
耶稣会士一直使用这座建筑，直到1773年耶稣会被约瑟夫皇帝取缔。此后该建筑用于军事目的，但由于市议会发生的一次事件，1887年取消。一年后，这座房子被阿道夫·奈特·荣格曼拍卖，并捐赠给捷克人。第二年，这座建筑成为该市讲捷克语的少数民族的中心。 

## 蔷薇酒店
1889年以后，蔷薇酒店在此成立，目前仍设于此。当时蔷薇酒店是该市捷克文化的主要中心。1918年11月3日，捷克全国委员会在此成立。领导人是捷克克鲁姆洛夫重要的民族觉醒者、施瓦岑贝格医生约瑟夫·库利希（Josef Kulich）。这次克鲁姆洛夫波希米亚人的会议是对奥匈帝国体系解体后发生的事件的回应，当时日耳曼人感到受到威胁，表示赞成加入波希米亚森林區，其首府设在捷克克鲁姆洛夫。
在20世纪80-90年代，这里进行全面重建。在此期间，许多文艺复兴元素得到恢复。